# Francisco Calés Pina
Francisco Calés Pina (Zaragoza, 1886 — Villa del Prado, (Madrid) 1957) fue un compositor, director y profesor español.
A los siete años de edad ingresó como alumno en el Conservatorio de Madrid, en cuyo centro realizó sus estudios musicales bajo la dirección de los maestros José Raventós, Julio Francés, José María Guervós, Valentín de Arin, Emilio Serrano y Tomás Bretón. Terminó los estudios superiores de contrapunto, fuga, composición e instrumentación en el curso académico 1909-1910, alcanzando diploma de primera clase otorgado por unanimidad.
En abril de 1913 ingresó en el Cuerpo de Directores de Música del Ejército, realizando brillantísimos ejercicios, por los que alcanzó el puesto de honor entre los cuarenta y dos opositores.
En 1914 ganó el premio de Roma de la Real Academia de Bellas Artes, componiendo e instrumentando en uno de los ejercicios de la oposición, y en veinte días de clausura, la ópera en un acto Las sombras del bosque.
Compuso varias marchas militares, entre las que destacan el Himno al Batallón de Cazadores de Cataluña número 1, Laus heroi y el himno legionario Tercios heroicos, que acompañó a la legión a lo largo de toda su vida militar llena de gloriosas gestas marciales.
La música de Francisco Calés Pina se caracteriza por su estilo sincero, su armonía intensa y expresiva, su belleza rítmica y su frondosa orquestación. En breves palabras: por su técnica perfecta, acabada y personal. Todas las grandes orquestas de concierto y las más prestigiosas masas corales españolas, han interpretado composiciones del maestro Calés, quien obtuvo resonantes éxitos en su doble personalidad de compositor y director.
En 1931 abandonó voluntariamente su carrera militar para consagrarse por entero a la composición y a la pedagogía musical. En particular, fue maestro de su propio hijo, Francisco Calés Otero, en armonía, contrapunto, fuga y composición. Hasta su muerte fue profesor de las clases de conjunto vocal y conjunto instrumental del Real Conservatorio de Música de Madrid.